# Félix Martí Ibáñez
Félix Martí Ibáñez (Cartagena (España), 25 de diciembre de 1911-Nueva York, 24 de mayo de 1972) fue un médico, psiquiatra, escritor y editor que nació en España, emigró a los Estados Unidos en 1939 tras la guerra civil española, y  allí se exilió durante la dictadura de Franco en España y se convirtió en ciudadano estadounidense. En España había ocupado altos cargos políticos durante la Segunda República Española. Cuando emigró, se estableció en Manhattan.
Es autor de numerosos libros, artículos y ensayos. Fundó, editó y publicó la muy prestigiosa revista MD, por medio de la casa editorial que fundó en Manhattan, MD Publications, mediante la que también había publicado varias revistas médicas a comienzos de la década de 1950 y mediante la cual publicó muchos de los libros de los que fue autor. El diseño de la revista era característico por su contenido ininterrumpido y porque la publicidad ocupaba un espacio secundario. Algunas veces implantó presentaciones novedosas de la información, como imágenes sin subtítulos. Martí Ibáñez fue un erudito con intereses en bellas artes, antropología, arquitectura, biología, botánica, civilizaciones, cultura, diplomacia, diseño gráfico, filosofía, geografía, historia, historia antigua, historia natural, literatura, medicina, música, mitología, planificación urbanística, psiquiatría, psicología, química, relaciones humanas, religión, salud pública, sociología y zoología.
En 1957 comenzó la publicación de MD como redactor jefe y continuó haciéndolo hasta su muerte en 1972. Algunas de sus obras escritas para MD que se publicaron en series continuas sobre asuntos tales como arte, cultura, medicina y filosofía se recopilaron y más tarde se editaron como libros.
También publicó una revista semejante en Canadá, MD of Canada y otra, MD en Español, que se leyó a lo largo y ancho del mundo hispanohablante. Contribuyó con frecuencia en revistas profesionales en sus vastos campos de interés, como autor, editor o coeditor.
En su obituario, el New York Times señaló que Martí Ibáñez también ocupó la cátedra de Historia de la Medicina en la Escuela Médica de los Hospitales Flower y de la Quinta Avenida. En un medallón conmemorativo de la fundación de MD es descrito como un humanista laico.

## Historia personal
Martí Ibáñez nació en Cartagena en una extensa familia de elevada cultura. Su madre, Josefina Ibáñez de Morel, era una consumada pianista que daba clases de música. Su padre, Félix Martí Alpera, era educador, un humanista, un clásico y un estudioso que publicaba frecuentemente y fue autor de 500 libros. Su hermana, Josefina, obtuvo un doctorado en Farmacología. Su familia se trasladó a Barcelona y pasaba las vacaciones en Valencia. Estudió medicina en Barcelona y Madrid y recibió una gran influencia de Gregorio Marañón con respecto a la delicada relación entre el paciente y el médico y su valioso papel como herramienta clínica para el médico. Fue alumno y seguidor del filósofo José Ortega y Gasset
A los diecinueve años se licenció en Medicina. Entonces empezó a escribir para revistas literarias y médicas y fue autor de dos novelas, Yo rebelde y Aventura. Un año más tarde, obtuvo un doctorado en la Facultad de Medicina de la Universidad de Madrid. Su tesis doctoral versó sobre la historia de la psicología y la fisiología de los místicos de la India, una comparación de las filosofías oriental y occidental.
Empezó a dar conferencias por todo el país y se le nombró director de Salud Pública y Servicios Sociales en la Generalidad de Cataluña a los veintiséis años. Es artífice del Decreto de Interrupción Artificial del Embarazo, precursor de la ley homóloga española que la ministra de Sanidad Federica Montseny quería extender a todo el estado español y que finalmente no se pudo aprobar por la oposición del gobierno republicano.  Al cabo de dos años se le nombró subsecretario de Sanidad de España. Y dos años después se le nombró director de educación en salud en tiempo de guerra en Cataluña. 
Como representante de España en los Congresos para la Paz Mundial, viajó por Europa y América del Norte. Fue herido siendo comandante del cuerpo médico del Ejército del Aire (FARE) de la República española. Cuando Barcelona cayó en poder de los franquistas el 26 de enero de 1939 buscó refugio en el campo y unos amigos le rescataron.
Pronto le ayudaron a huir a los Estados Unidos en 1939, donde continuó con sus actividades en las conferencias internacionales de paz, en la medicina y otras ciencias y donde arrancó su carrera literaria en inglés. Estableció su residencia en Manhattan, donde su esposa, Josephine, murió en febrero de 1966 tras una larga enfermedad.

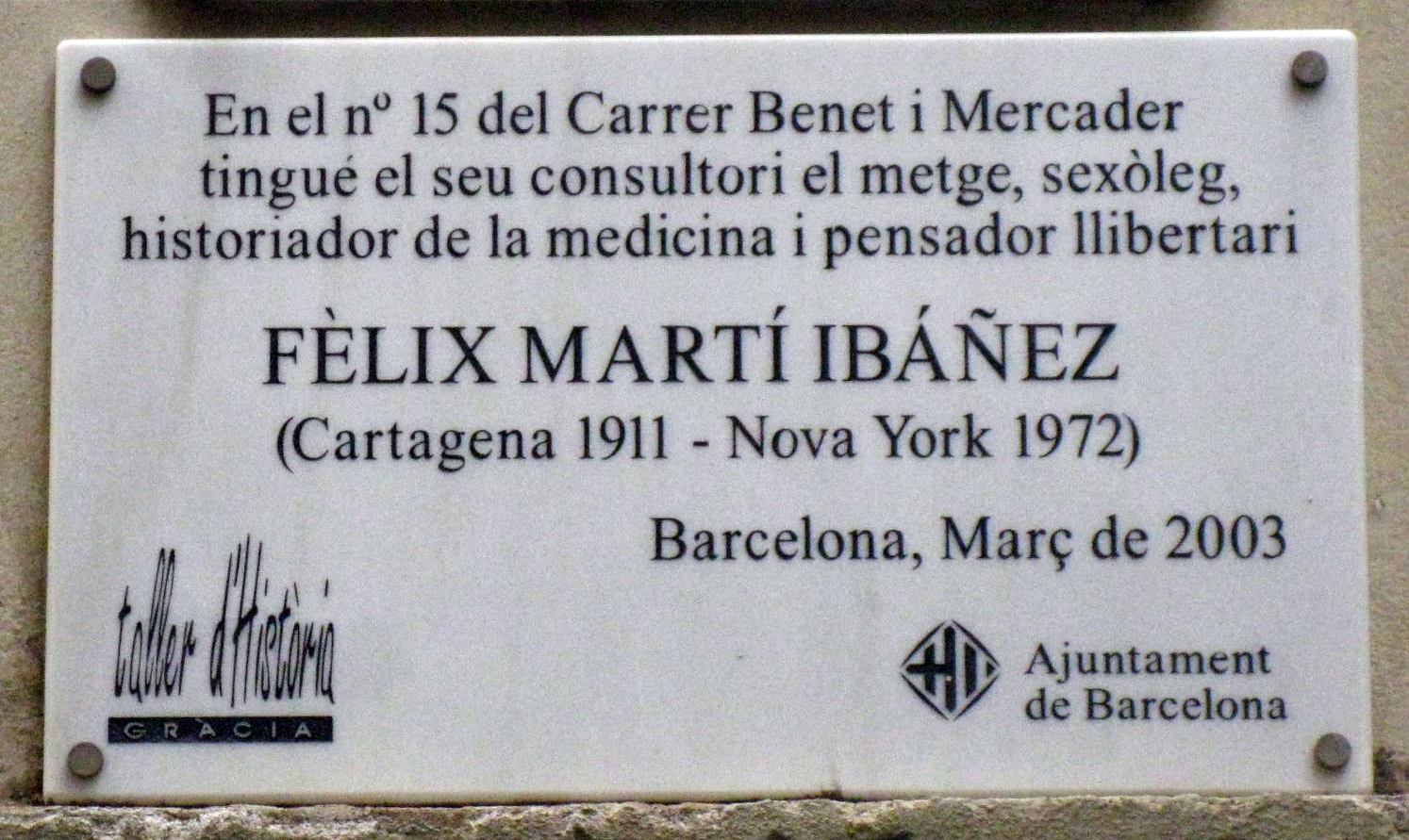
Placa en Barcelona en recuerdo de Félix Martí Ibáñez

Recibió invitaciones para dar conferencias y lecciones de instituciones de países de todo el mundo. Llegó a estar relacionado con los departamentos de investigación de dos importantes empresas farmacéuticas y pronto lanzó la revista MD y la publicación de sus libros.
Félix Martí Ibáñez murió repentinamente a los sesenta años de edad el 24 de mayo de 1972 en Manhattan.

## Perspectivas intelectuales
Casi siempre en la vanguardia de los pensamientos intelectuales sobre medicina, salud pública, naturaleza humana y psiquiatría, en 1955 Martí Ibáñez escribió sobre sus preocupaciones acerca del uso indiscriminado de los antibióticos, "La terapia con antibióticos, si se usa indiscriminadamente, puede convertirse en una inundación médica que limpia y sana provisionalmente, pero al final destruye la vida.", una predicción de las terribles consecuencias que la humanidad está empezando a afrontar hoy a causa de los malos usos de los antibióticos en la vida diaria y en la producción de carne, así como en las prácticas médicas. En la década de 1930 tomó parte en el establecimiento de una legislación que liberase a la mujer y sus puntos de vista sobre sexualidad humana se citan regularmente.
Dadas sus contribuciones a la historia de la medicina, se le describe como el heredero natural de Henry Sigerist en la literatura médica.
Su estilo literario y filosófico era tan elocuente que se le cita tan a menudo por sus imágenes como por el contenido de sus afirmaciones. Muchas veces se cita su visión de la muerte, "Al igual que una moneda logra todo su valor cuando se gasta, la vida logra su valor supremo cuando uno sabe cómo abandonarla con elegancia cuando llega el momento." Con respecto a su vida, en su Journe Around Myself (Viaje alrededor de mí mismo), afirmó: "...hay una cosa inestimable que me llevo de mi viaje alrededor del mundo, una que no se paga con dinero y por la que no pagué derechos de aduana: la humildad, una humildad nacida para contemplar a otros pueblos, otras razas luchando valientemente y esperando humildemente las cosas más simples de la vida" y su valoración para conseguir lo máximo de ella es: "Solo hay una forma de derrotar a la muerte - vivir rápido".
La misma elocuencia panfletaria caracteriza sus "Tres mensajes a la mujer: mensaje eugénico a la mujer, mensaje a la mujer obrera, la mujer en la revolución. (1937)ː  "Y vosotras, mercenarias o medias virtudes… que en plena Revolución intentásteis convertir la tierra sagrada del frente empapada en sangre proletaria, en lecho de placer ¡Atrás! Si el miliciano os busca, que lo haga en sus horas de licencia y bajo su responsabilidad moral, ayudado por los recursos higiénicos de rigor. Pero no vayáis a desviarlo de su ruta y a poner en el acero de sus músculos la blandura de la fatiga erótica…no podéis despedir vuestra antigua vida yendo a sembrar de males venéreos el frente de batalla… La enfermedad venérea debe ser extirpada del frente, y para ello hay que eliminar previamente a las mujeres".

## Publicaciones de Félix Martí Ibáñez
La siguiente es una breve lista de las publicaciones escritas y editadas por Martí Ibáñez:
- Centaur: Essays on the History of Medical Ideas
- The Epic of Medicine
- To Be a Doctor
- Tales of Philosophy
- Ariel: Essays on the Arts and the History and Philosophy of Medicine
- Men, Molds, and History
- The Crystal Arrow: Essays on Literature, Travel, Art, Love, and the History of Medicine
- Henry Sigerist on the History of Medicine
- The Mirror of the Soul and Other Essays
- The Sociology of Medicine
- All the Wonders We Seek
- Waltz and Other Stories
- Illustrated Medical History (A Pictorial History of Medicine)
- The Ship in the Bottle and Other Essays
- Journey Around Myself

## Publicaciones sobre Félix Martí Ibáñez
En Félix Martí-Ibáñez - Iberian Daedalus: the man behind the essays, que se publicó en el Journal of the Royal Society of Medicine, Vol. 86, oct. 1993, Herman Bogdan ofrece un amplio perfil de Martí Ibáñez. Se compara una detallada cronología de la vida y logros de Martí Ibález con médicos que tuvieron los mismos ideales y realizaron contribuciones similares a diferentes culturas a través de la historia registrada.